# Gmina Olkusz
Die Gmina Olkusz ist eine Stadt-und-Land-Gemeinde im Powiat Olkuski der Woiwodschaft Kleinpolen in Polen. Sitz von Powiat und Gemeinde ist die gleichnamige Stadt mit mehr als 36.000 Einwohnern.

## Geographie
Die Gemeinde liegt zwischen Krakau und Katowice.

## Geschichte
Die Gemeinde wurde 1945 Teil der Woiwodschaft Krakau. Von 1975 bis 1998 gehörte sie Teil zur Woiwodschaft Katowice. Im Jahr 1999 erhielt ihr Hauptort den Sitz des Powiats zurück und die Gemeinde kam zur Woiwodschaft Kleinpolen.

### Partnerschaften
- Bergamo (Italien)
- Bruay-la-Buissière (Frankreich)
- Bjerringbro (Dänemark)
- Kyffhäuserkreis (Deutschland)
- Schwalbach am Taunus (Deutschland)
- Staffordshire Moorlands (Großbritannien und Nordirland)

## Gliederung
Die Stadt-und-Land-Gemeinde Olkusz besteht aus der namensgebenden Stadt und den folgenden 19 Dörfern:
| - Bogucin Mały - Braciejówka - Gorenice - Kogutek Kosmołowski - Kosmolów - Niesułowice - Olewin - Pazurek - Podlesie Rabsztyńskie - Osiek | - Rabsztyn - Sieniczno - Troks - Wiśliczka - Witeradów - Zawada - Zederman - Zimnodół - Żurada |

## Verkehr
Durch ihren Hauptort führt die Landesstraße DK94. Der Bahnhof Olkusz liegt an der Bahnstrecke Tunel–Sosnowiec, auch die Linia Hutnicza Szerokotorowa führt durch die Stadt.